# Маловице-Воловске
Маловице-Воловске  (пол. Małowice Wołowskie) — пассажирская и грузовая железнодорожная станция в селе Маловице в гмине Виньско, в Нижнесилезском воеводстве Польши. Имеет 2 платформы и 2 пути.
Станция на железнодорожной линии Вроцлав-Главный — Щецин-Главный построена в 1884 году, когда эта территория была в составе Германской империи. 
Нынешнее название станции с 1947 года.